# Mister Germany
Mister Germany ist ein nationaler Schönheitswettbewerb für Männer von 16 bis 35 Jahren in Deutschland, der seit 1993 von verschiedenen Veranstaltern ausgeschrieben wurde.
Seit 2000 ist die Oldenburger MGC – Miss Germany Corporation alleiniger Veranstalter des Wettbewerbs: In jenem Jahr ließ das Unternehmen den Titel beim Europäischen Markenamt (Harmonisierungsamt für den Binnenmarkt) in Alicante als Marke eintragen und sicherte sich so die Exklusiv-Rechte.
Ein anderer Veranstalter aus Bergheim bei Köln, der gleiche Wettbewerbe durchführte, musste deshalb auf den Titel Mister Deutschland ausweichen, der ebenfalls markenrechtlich geschützt ist. Hier gilt eine Altersgrenze von 18 bis 30 Jahren.

## Die Sieger

### Mister Germany: MGC – Miss Germany Corporation GmbH, Oldenburg
| Jahr    | Name              | Herkunftsort                        | Ort der Wahl                        |
| ------- | ----------------- | ----------------------------------- | ----------------------------------- |
| 1993/94 | Steffen Hombaum   | Wittenberg                          | Schwäbisch Gmünd, Diskothek Empire  |
| 1995    | Dirk Wellnitz     | Erfurt                              | Köln, Maritim Hotel                 |
| 1996    | Andreas Palinske  | Erfurt (Mr. Thüringen)              | Berlin, Friedrichstadtpalast        |
| 1997    | Michael Lisius    | Eisenberg                           | Berlin, Friedrichstadtpalast        |
| 1998    | Adrian Ursache    | Berlin                              | Berlin, Space Dream Musical Theater |
| 1999    | Florian Roski     | Nürnberg (Mr. Süddeutschland)       | Berlin, Estrel Festival Center      |
| 2000    | Marcel Barkowski  | Berlin                              | Berlin, Estrel Convention Center    |
| 2001    | Thomas Köhler     | Ebenhausen                          | Berlin, Estrel Convention Center    |
| 2002    | Joachim Federer   | Berg/Neumarkt (Mr. Süddeutschland)  | Linstow, Van der Valk Resort        |
| 2003    | Ralph Schulz      | Waldshut (Mr. Süddeutschland)       | Bremen, Aladin Music Hall           |
| 2004    | Marco Albat       | Hannover (Mr. Niedersachsen)        | Borkum, Kurhaus der Nordseeinsel    |
| 2005    | Christian Vogler  | Stendal (Mr. Sachsen-Anhalt)        | Linstow, Van der Valk Resort        |
| 2006/07 | Dennis Müller     | Berlin (Mr. Berlin)                 | Linstow, Van der Valk Resort        |
| 2007/08 | Werner Krieger    | Bonn (Mr. Nordrhein-Westfalen)      | Linstow, Van der Valk Resort        |
| 2008/09 | Dirk Schlemmer    | Leingarten (Mr. Baden-Württemberg)  | Linstow, Van der Valk Resort        |
| 2009/10 | Mete Kaan Yaman   | Bremen (Mr. Bremen)                 | Linstow, Van der Valk Resort        |
| 2010/11 | Muhamed Durakovic | Schwäbisch Gmünd (Mr. Photogenic)   | Linstow, Van der Valk Resort        |
| 2011/12 | Almondy Rose      | Gehrden (Mr. Niedersachsen)         | Linstow, Van der Valk Resort        |
| 2012/13 | Jörn Kamphuis     | Berlin (Mr. Berlin)                 | Linstow, Van der Valk Resort        |
| 2013/14 | Oliver Sanne      | Düsseldorf (Mr. Westdeutschland)    | Linstow, Van der Valk Resort        |
| 2014/15 | Robin Wolfinger   | Iserlohn                            | Linstow, Van der Valk Resort        |
| 2015/16 | Florian Molzahn   | Solingen (Mister Westdeutschland)   | Linstow, Van der Valk Resort        |
| 2016/17 | Dominik Bruntner  | Hochdorf (Mister Baden-Württemberg) | Linstow, Van der Valk Resort        |
| 2017/18 | Pascal Unbehaun   | Erfurt (Mister Mitteldeutschland)   | Linstow, Van der Valk Resort        |
| 2018/19 | Sasha Sasse       | Leipzig (Mister Mitteldeutschland)  | Linstow, Van der Valk Resort        |

Der Wettbewerb fand 1995 bis 2001 jeweils in einer gemeinsamen Veranstaltung mit der Wahl zur Miss Germany statt und wurde im November 2007 erstmals zusammen mit der zur Misses Germany durchgeführt.

### Mister Germany: MGA – Miss Germany Association GmbH, Bergheim bei Köln
| Jahr    | Name             | Herkunftsort                             | Ort der Wahl                     |
| ------- | ---------------- | ---------------------------------------- | -------------------------------- |
| 1993    | Thomas Sasse     | Berlin                                   | ?                                |
| 1994    | Sascha Rose      | Düsseldorf                               | Dorf Münsterland                 |
| 1995    | Andreas Sasse    | Weil der Stadt (Baden-Württemberg)       | Nürnberg                         |
| 1996    | Mario Schuster   | Eilenburg                                | Münster                          |
| 1997/98 | Tamme Boh Tjarks | Eckernförde (Mr. Mecklenburg-Vorpommern) | Nordhausen, Diskothek Alte Mühle |

Thomas Sasse wurde 1993 in Gold Coast (Australien) Sieger beim Wettbewerb Manhunt International.

### Mister Germany: MGO – Miss Germany Organisation GmbH, Bergheim bei Köln
| Jahr | Name          | Herkunftsort        | Ort der Wahl |
| ---- | ------------- | ------------------- | ------------ |
| 1999 | Patrick Urban | Gießen-Klein-Linden | ?            |

Patrick Urban wurde 1999 in Nürnberg zum Mister Intercontinental gewählt.

### Mister Deutschland: MGO – Komitee Miss Deutschland, Bergheim bei Köln
| Jahr    | Name                  | Herkunftsort                       | Ort der Wahl                 |
| ------- | --------------------- | ---------------------------------- | ---------------------------- |
| 2000    | Kris Duangphung       | Fulda (Mr. Arabella Pro7)          | Trier                        |
| 2001    | Andreas Pandrick      | Dortmund                           | Dortmund, Casino Hohensyburg |
| 2002    | Christopher Sackeyfio | Frankfurt am Main                  | Dortmund, Casino Hohensyburg |
| 2003    | Reinhardt Notthoff    | Köln                               | Dortmund, Casino Hohensyburg |
| 2004    | Edward (Eddi) Kretzer | Griesheim (Mr. Hessen)             | Dortmund, Casino Hohensyburg |
| 2005/06 | Mark Wilke            | Tangerhütte                        | Rostock, Trihotel            |
| 2007/08 | Philipp Holl          | Berlin                             | Dortmund, Casino Hohensyburg |
| 2008/09 | Marcus Vehma          | Berlin                             | Eisenach, Diskothek MAD      |
| 2010/11 | Alessandro Izzo       | Hockenheim (Mr. Rhein-Neckar 2010) | Bergheim, Medio Rhein Erft   |

Der Wettbewerb wurde 2002 bis 2006 jeweils gemeinsam mit der Wahl zur Misses Deutschland und im September 2007 erstmals zusammen mit der zur Miss Deutschland veranstaltet.
Andreas Pandrick wurde 2001 in Celle zum Mister Intercontinental gewählt.

## Deutsche Teilnehmer an internationalen Wettbewerben
Nicht alle der hier angeführten Teilnehmer trugen den Titel Mister Germany: Es wurden auch Finalisten des Mister Deutschland delegiert.
Soweit bekannt, ist in Klammern hinter dem Namen die Platzierung im jeweiligen internationalen Wettbewerb angegeben: Eine Ziffer bedeutet den Platz, SF = Semi-Finalist. (N. N. = es gab einen deutschen Teilnehmer, dessen Name jedoch nicht überliefert ist).
| Jahr | Manhunt International | Mr World             | Mr International     | Mr Intercontinental        |
| ---- | --------------------- | -------------------- | -------------------- | -------------------------- |
| 1993 | Thomas Sasse (1)      |                      |                      |                            |
| 1994 | Sascha Rose           |                      |                      |                            |
| 1995 | Andreas Sasse         |                      |                      |                            |
| 1996 | kein Wettbewerb       | Konrad Meyer         |                      |                            |
| 1997 | Mario Schuster        | kein Wettbewerb      |                      |                            |
| 1998 | Tamme Boh Tjarks (2)  | Adrian Ursache       | Tamme Boh Tjarks (3) | Bernd Schuster             |
| 1999 | Patrick Urban         | kein Wettbewerb      | N.N.                 | Patrick Urban (1)          |
| 2000 | Kris Duangphung (SF)  | Marcel Barkowski (2) | Martin Richter (SF)  | Kris Duangphung (SF/10)    |
| 2001 | Marco Lichtenberg     | kein Wettbewerb      | Reinhard Leithold    | Andreas Pandrick (1)       |
| 2002 | Christopher Sackeyfio | kein Wettbewerb      | keine Teilnahme      | Christopher Sackeyfio (SF) |
| 2003 | kein Wettbewerb       | Joachim Federer      | N.N.                 |                            |
| 2004 | kein Wettbewerb       | kein Wettbewerb      | kein Wettbewerb      |                            |
| 2005 | Mark Wilke            | kein Wettbewerb      | kein Wettbewerb      |                            |
| 2006 | Ercan Yaşin           | kein Wettbewerb      | Warren Taubitz       |                            |
| 2007 | Mahmut Karaton        | Mark Wilke           | keine Teilnahme      |                            |
| 2008 | Simon Payer           | kein Wettbewerb      | keine Teilnahme      |                            |
| 2009 | kein Wettbewerb       | kein Wettbewerb      | keine Teilnahme      |                            |
| 2010 | Marco Beer            | Michael Pichler (SF) |                      |                            |
| 2012 |                       | Alessandro Izzo      |                      |                            |